# Flugplatz Bo

i7
i11
i13
Der Flugplatz Bo (englisch Bo Airport, IATA-Code: KBS, ICAO-Code: GFBO) ist ein Flugplatz in Sierra Leones viertgrößter Stadt Bo. Er liegt auf 93 m Höhe.
Da es keinen nationalen Linienverkehr mehr in Sierra Leone gibt (Stand Januar 2018), wird der Flugplatz nicht mehr regelmäßig bedient. Er wurde Anfang der 2000er Jahre von Eagle Air vom Flugplatz Hastings aus angeflogen. Er dient heute (Stand Januar 2018) vor allem im Charterflugverkehr für die Versorgung der umliegenden Bergwerke.

## Internationales Flughafenprojekt
Ende 2021 wurde der Bau eines internationalen Flughafens in Bo vom Privatunternehmen Africa Gulf angekündigt. Er trägt den Arbeitsnamen Bo Ultra-Modern International Airport. Er soll auf knapp 3000 Hektar an der Fernstraße nach Kenema gebaut werden. Das Unternehmen hatte bereits illegal mit Baumaßnahmen begonnen und musste diese im Oktober 2021 einstellen.